# أديمولا لوكمان
أديمولا لوكمان أولاجاد لوكمان (بالإنجليزية: Ademola Lookman Olajade Lookman)‏، ويُعرف اختصاراً بـ«أديمولا لوكمان» هو لاعب خط وسط إنجليزي من مواليد 20 أكتوبر 1997. يلعب حالياً لصالح أتالانتا.

## البداية المُبكّرة
ولد أديمولا لوكمان أولاجاد ألادي أيلولا لوكمان في 20 أكتوبر 1997 في واندسوورث، لندن الكبرى، لأبوين نيجيريين

## المسيرة الإحترافية
بدأ أديمولا لوكمان مسيرته الاحترافية مع نادي تشارلتون أثلتيك الإنجليزي عام 2015، حيث تألق وقدم أداءً مميزًا لفت انتباه نادي إيفرتون الذي ضمه في عام 2017. واجه لوكمان صعوبة في الحصول على مكان أساسي في إيفرتون، مما دفعه إلى خوض تجارب إعارة مع أندية آر بي لايبزيغ وليستر سيتي وفولهام.
في عام 2022، انضم لوكمان إلى نادي أتالانتا الإيطالي، حيث برز بشكلٍ لافت وسجل 15 هدفًا وصنع 7 تمريرات حاسمة في 48 مباراة في جميع المسابقات.
لعب لوكمان دورًا هامًا في فوز أتالانتا بلقب الدوري الأوروبي 2023–24، حيث تألق بتسجيله هاتريك في المباراة النهائية ضد باير ليفركوزن.
يتميز لوكمان بمهاراته الفردية الاستثنائية، وسرعته المذهلة، وقدرته على التسجيل من مختلف المواقف، مما يجعله أحد أكثر اللاعبين موهبة في الدوري الإيطالي.

## المسيرة الدولية
لم يقتصر تألق لوكمان على مستوى الأندية، بل مثّل أيضًا منتخب إنجلترا لكرة القدم في فئات الشباب، قبل أن يختار اللعب لمنتخب نيجيريا عام 2022، وشارك معه في كأس الأمم الأفريقية 2023.

### أهدافه الدولية
| # | التاريخ        | المكان                                        | المشاركة | الخصم             | الهدف | النتيجة | المسابقة                        |
| - | -------------- | --------------------------------------------- | -------- | ----------------- | ----- | ------- | ------------------------------- |
| 1 | 13 يونيو 2022  | ملعب أدرار، أكادير، المغرب                    | 4        | ساو تومي وبرينسيب | 7–0   | 10–0    | تصفيات كأس الأمم الإفريقية 2023 |
| 2 | 10 سبتمبر 2023 | ملعب جودسويل أكبابيو الدولي، أويو، نيجيريا    | 8        | ساو تومي وبرينسيب | 2–0   | 6–0     | تصفيات كأس الأمم الإفريقية 2023 |
| 3 | 27 يناير 2024  | ملعب فيليكس هوفويت-بواني، أبيدجان، ساحل العاج | 16       | الكاميرون         | 1–0   | 2–0     | كأس الأمم الإفريقية 2023        |
| 4 | 27 يناير 2024  | ملعب فيليكس هوفويت-بواني، أبيدجان، ساحل العاج | 16       | الكاميرون         | 2–0   | 2–0     | كأس الأمم الإفريقية 2023        |
| 5 | 2 فبراير 2024  | ملعب فيليكس هوفويت-بواني، أبيدجان، ساحل العاج | 17       | أنغولا            | 1–0   | 1–0     | كأس الأمم الإفريقية 2023        |
| 6 | 22 مارس 2024   | ملعب مراكش، مراكش، المغرب                     | 20       | غانا              | 2–0   | 2–1     | ودية                            |
| 7 | 7 سبتمبر 2024  | ملعب جودسويل أكبابيو الدولي، أويو، نيجيريا    | 24       | بنين              | 1–0   | 3–0     | تصفيات كأس الأمم الإفريقية 2025 |
| 8 | 7 سبتمبر 2024  | ملعب جودسويل أكبابيو الدولي، أويو، نيجيريا    | 24       | بنين              | 3–0   | 3–0     | تصفيات كأس الأمم الإفريقية 2025 |

## وصلات خارجية
- أديمولا لوكمان على موقع الاتحاد الأوربي (الإنجليزية)
- أديمولا لوكمان على موقع قاعدة بيانات كرة القدم.إي يو (الإنجليزية)
- أديمولا لوكمان على موقع ناشيونال فوتبول تيمز (الإنجليزية)
- أديمولا لوكمان على موقع Soccerbase.com (لاعب) (الإنجليزية)
- أديمولا لوكمان على موقع Soccerway.com (الإنجليزية)
- أديمولا لوكمان على موقع عالم كرة القدم.نت (الإنجليزية)

أديمولا لوكمان - صفحة اللاعب على موقع كووورة 